# Thiên niên kiện Đài Loan
Thiên niên kiện (danh pháp hai phần: Homalomena kelungensis) là loài thực vật thuộc họ Ráy.
Cây thiên niên kiện mọc hoang ở Đài Loan. Đây là loài đặc hữu Đài Loan.